# Акавов, Аяу
Аяу Ака́вов (полное имя — Абдул-Кадыр Акавов; 1903—1953) — кумыкский народный сказитель.
Всю жизнь прожил в ауле Костек в Хасавюртовском районе Дагестана. Автор четырёх сборников сказок, запись которых была организована Научно-исследовательским институтом истории и языка Дагестанской АССР. Первый сборниик — «Сказки, рассказы, песни» («Йомакълар, хабарлар, йырлар») — вышел в 1944 году. Оптимизм, социальная направленность, любовь к труженикам, мысли о дружбе и верности, выраженные в его сказках, делают их истинно народными, близкими горцам.